# 林世賢
林世賢（1799年—1835年），原名芳賢、遜賢，字才卿，號膽堂。彰化縣鹿仔港堡鹿子港街（彰化縣鹿港鎮新宮里）人。日茂行林廷璋姪兒。舉人、體仁閣中書。

## 生平
- 1816年，中式舉人[3]。
- 1827年，重修拱範宮[4]。
- 1873年，妻張氏節孝婦[5]。